# Photoscotosia propugnataria
Photoscotosia propugnataria là một loài bướm đêm trong họ Geometridae.